# Prometna dozvola
Prometna dozvola je javna isprava koju je izdalo nadležno državno tijelo i kojom se dokazuje pravo označivanja određenog vozila određenim registarskim pločicama i vlasništvo tih pločica i druge osobine i značajke, njegova tehnička ispravnost za sigurno sudjelovanje u prometu te valjanost prometne dozvole.